# Piper parapeltobryon
Piper parapeltobryon är en pepparväxtart som beskrevs av William Trelease. Piper parapeltobryon ingår i släktet Piper och familjen pepparväxter. Inga underarter finns listade i Catalogue of Life.